# 雷特爾基希峰

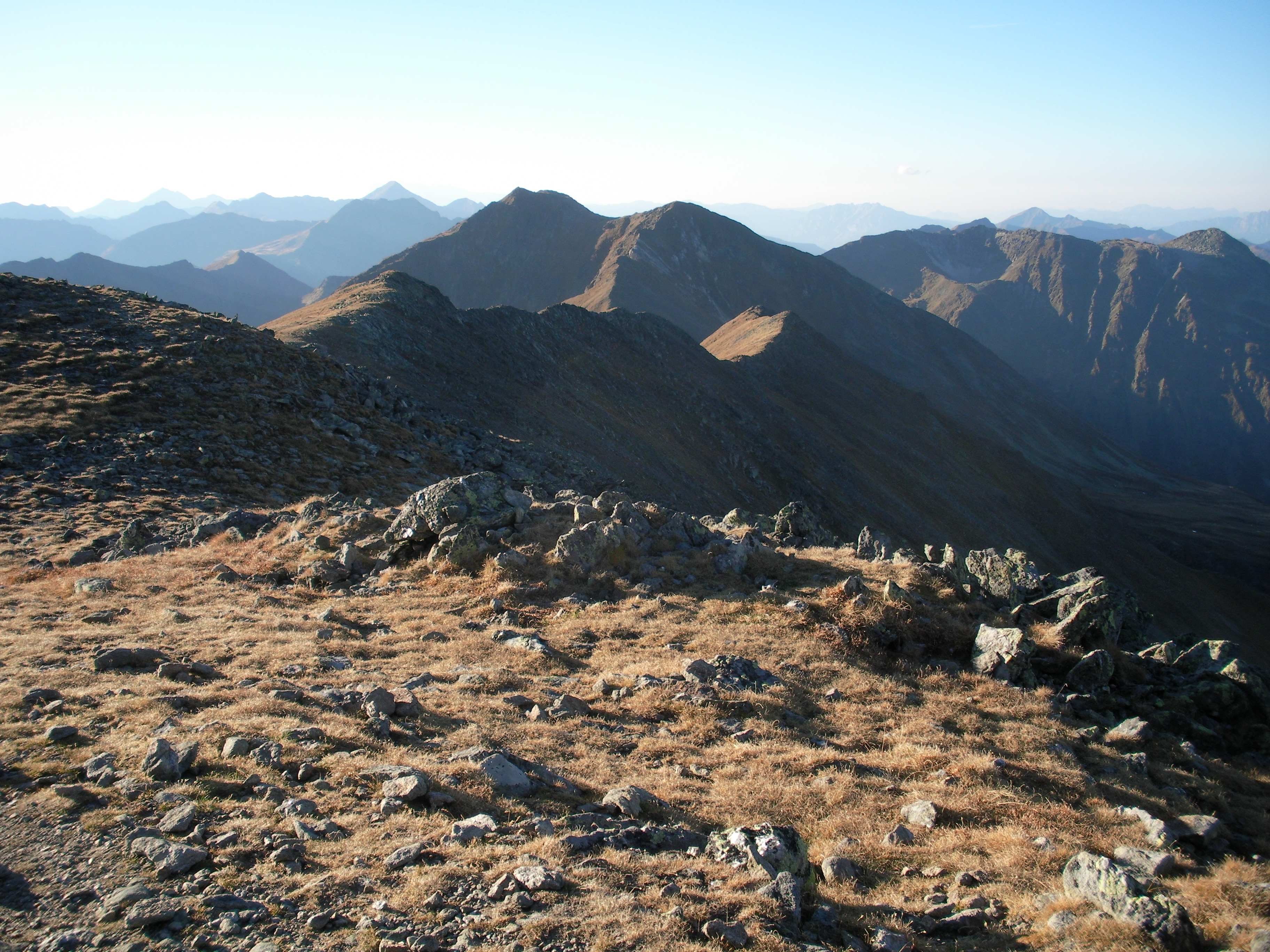

47°15′36.4″N 14°7′38.9″E / 47.260111°N 14.127472°E
雷特爾基希峰（德語：Rettlkirchspitze），是奧地利的山峰，位於該國東南部，由施泰爾馬克州負責管轄，屬於羅滕曼及韋爾茨陶恩山脈的一部分，海拔高度2,475米，每年平均降雨量1,759毫米。